# John A. Swanson
Pour les articles homonymes, voir Swanson.
John A. Swanson est un ingénieur, entrepreneur et philanthrope américain. Il est le fondateur de la société ANSYS créée en 1970. Il a reçu la médaille John Fritz et est membre de l'Académie nationale d'ingénierie américaine. Il est internationalement reconnu et considéré comme un des pionniers de la méthode des éléments finis dans l'ingénierie.

## Formations

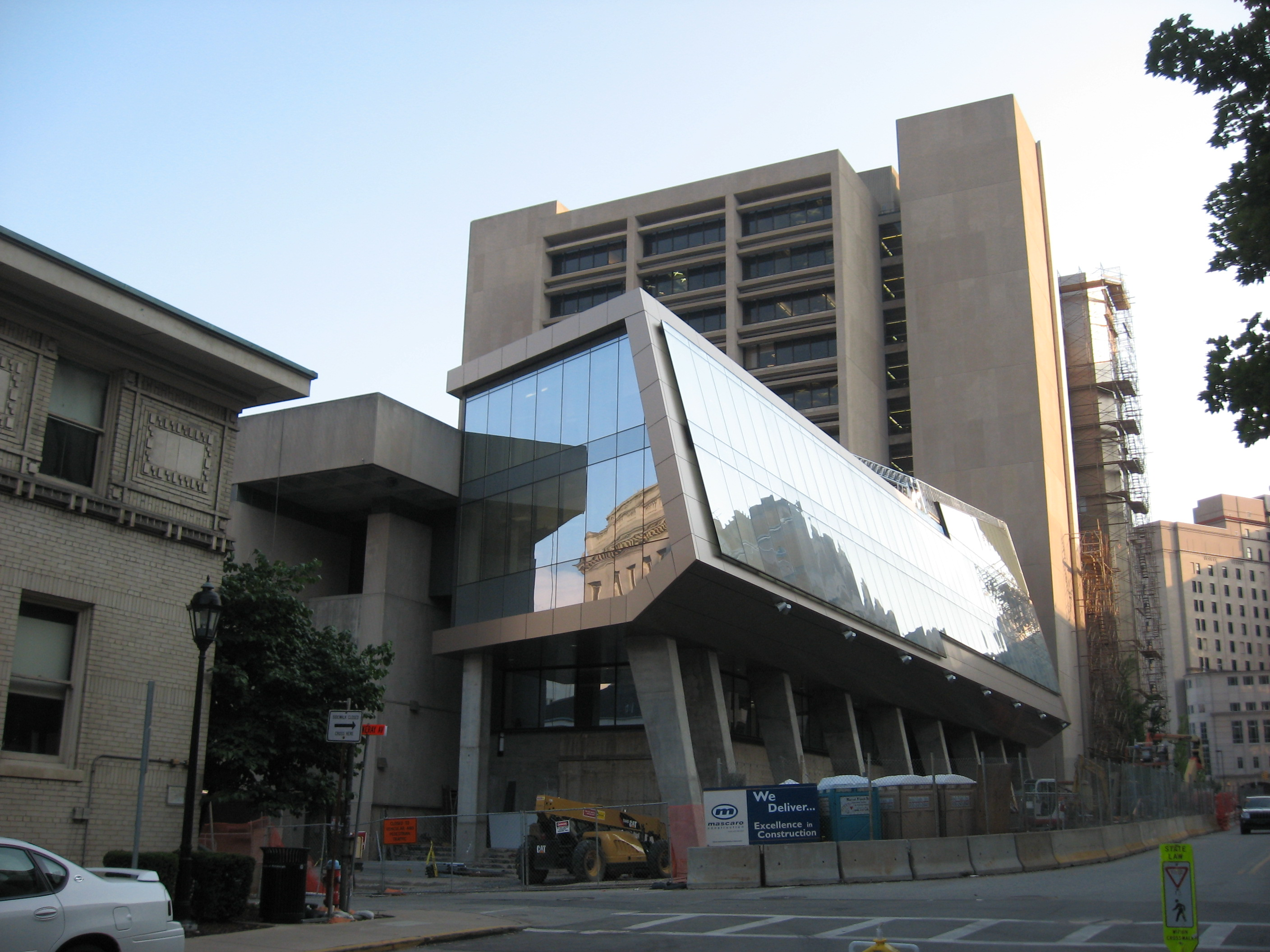
L'amphithéâtre John A. Swanson de l'université de Pittsburgh.

Diplômé d'une licence et d'un master de génie mécanique de l'Université Cornell en 1962 et 1963, il a par la suite obtenu un doctorat en mécanique appliquée de l'Université de Pittsburgh en 1966.